# Municipio de Coldwell
El municipio de Coldwell (en inglés: Coldwell Township) es un municipio ubicado en el condado de White en el estado estadounidense de Arkansas. En el año 2010 tenía una población de 584 habitantes y una densidad poblacional de 14,58 personas por km².

## Geografía
El municipio de Coldwell se encuentra ubicado en las coordenadas 35°24′33″N 91°36′48″O / 35.40917, -91.61333. Según la Oficina del Censo de los Estados Unidos, el municipio tiene una superficie total de 40.05 km², de la cual 40,04 km² corresponden a tierra firme y (0.01 %) 0 km² es agua.

## Demografía
Según el censo de 2010, había 584 personas residiendo en el municipio de Coldwell. La densidad de población era de 14,58 hab./km². De los 584 habitantes, el municipio de Coldwell estaba compuesto por el 95,55 % blancos, el 1,88 % eran afroamericanos, el 0,17 % eran amerindios, el 1,88 % eran de otras razas y el 0,51 % eran de una mezcla de razas. Del total de la población el 2,4 % eran hispanos o latinos de cualquier raza.